# Omicron Serpentis
Désignations
Omicron Serpentis (ο Ser / ο Serpentis) est une étoile de la constellation équatoriale de la Queue du Serpent. En se basant sur une parallaxe annuelle de 18,83 mas, elle est distante d'environ ∼ 173 a.l. (∼ 53 pc) du Soleil. L'étoile est visible à l’œil nu avec une magnitude apparente de +4,26.
Omicron Serpentis est une étoile blanche de la séquence principale de type spectral A2 Va, avec une classe de luminosité « Va » (lire « cinq A ») qui indique que l'étoile est une naine particulièrement lumineuse pour sa classe. Elle est âgée d'environ un demi-milliard d'années. Elle est située dans la partie inférieure de la bande d'instabilité et l'étoile est donc une variable, classée comme une variable de type Delta Scuti. Sa magnitude apparente varie très légèrement entre les magnitudes 4,26 et 4,27 selon une période de 76 minutes, soit 0,053 jours,.
Omicron Serpentis a une masse estimée de 2,13 M☉ et un rayon d'environ 2,2 R☉. Elle tourne sur elle-même à une vitesse de rotation projetée de 112,6 km/s. Omicron Serpentis est 42,6 fois plus lumineuse que le Soleil et sa température effective est de 8 972 K.